# Бобслей на зимових Олімпійських іграх 2014 — четвірки (чоловіки)
Змагання четвірок у бобслеї серед чоловіків на зимових Олімпійських іграх 2014 відбулись 22 і 23 лютого. У змаганнях взяли участь 30 екіпажів з 20 країн. Місцем проведення заїздів стала санно-бобслейній трасі Санки. Чинним чемпіоном у цій дисципліні був американський екіпаж, очолюваний пілотом Стівеном Голкомба.
Олімпійськими чемпіонами став російський екіпаж у складі Олександра Зубкова, Олексія Негодайло, Дмитро Труненкова та Олексія Воєводи. Олександр Зубков та Олексій Воєвода після перемоги у двійках стали дворазовими олімпійськими чемпіонами. Срібні медалі завоювали бобслеїсти Латвії на чолі з Оскаром Мелбардісом, бронза у екіпажа Стівена Голкомба з США.

## Медалісти
| Золото                                                                             | Срібло                                                                        | Бронза                                                                    |
| Росія · Олександр Зубков · Олексій Негодайлов · Дмитро Труненков · Олексій Воєвода | Латвія · Оскар Мелбардіс · Даумантс Дрейшкенс · Арвіс Вілкасте · Яніс Стренга | США · Стівен Голкомб · Кертіс Томасевич · Крістофер Фогт · Стівен Ленгтон |

## Розклад
Час МСК (UTC+4).
| День    | Дата              | Старт | Заїзд   |
| ------- | ----------------- | ----- | ------- |
| День 16 | Субота, 22 лютого | 20:30 | Заїзд 1 |
| День 16 | Субота, 22 лютого | 22:00 | Заїзд 2 |
| День 17 | Неділя, 23 лютого | 13:30 | Заїзд 3 |
| День 17 | Неділя, 23 лютого | 15:00 | Заїзд 4 |

## Змагання
У четверту спробу проходять 20 найкращих екіпажів.
| Місце | Номер | Країна                  | Спортсмени                                                                           | 1 заїзд   | 1 заїзд | 2 заїзд   | 2 заїзд | 3 заїзд   | 3 заїзд | 4 заїзд   | 4 заїзд | Усього  | Відставання |
| Місце | Номер | Країна                  | Спортсмени                                                                           | Результат | Місце   | Результат | Місце   | Результат | Місце   | Результат | Місце   | Усього  | Відставання |
| ----- | ----- | ----------------------- | ------------------------------------------------------------------------------------ | --------- | ------- | --------- | ------- | --------- | ------- | --------- | ------- | ------- | ----------- |
| DSQ   | 3     | Росія (RUS-1)           | Олександр Зубков Олексій Негодайлов Дмитро Труненков Олексій Воєвода                 | 54,82TR   | 1       | 55,37     | 2       | 55,02     | 1       | 55,39     | 6       | 3:40,60 | —           |
| 2     | 7     | Латвія (LAT-1)          | Оскар Мелбардіс Даумантс Дрейшкенс Арвіс Вілкасте Яніс Стренга                       | 55,10     | 5       | 55,13     | 1       | 55,15     | 2       | 55,31     | 3       | 3:40,69 | +0,09       |
| 3     | 2     | США (USA-1)             | Стівен Голкомб Кертіс Томасевич Крістофер Фогт Стівен Ленгтон                        | 54,89     | 3       | 55,47     | 9       | 55,30     | 4       | 55,33     | 4       | 3:40,99 | +0,39       |
| DSQ   | 6     | Росія (RUS-2)           | Олександр Касьянов Максим Бєлугін Ільвір Хузін Олексій Пушкарьов                     | 55,11     | 6       | 55,41     | 5       | 55,29     | 3       | 55,21     | 1       | 3:41,02 | +0,42       |
| 5     | 12    | Велика Британія (GBR-1) | Джон Джеймс Джексон Брюс Таскер Стюарт Бенсон Джоел Фірон                            | 55,26     | 10      | 55,27     | 2       | 55,31     | 5       | 55,26     | 2       | 3:41,10 | +0,50       |
| 6     | 1     | Німеччина (GER-1)       | Максіміліан Арндт Александер Родігер Марко Губенбекер Мартін Путце                   | 54,88     | 2       | 55,47     | 9       | 55,47     | 6       | 55,60     | 9       | 3:41,42 | +0,82       |
| 7     | 4     | Німеччина (GER-3)       | Томас Флоршюц Кевін Куске Джошуа Блум Крістіан Позер                                 | 55,06     | 4       | 55,42     | 6       | 55,50     | 7       | 55,53     | 8       | 3:41,51 | +0,91       |
| 8     | 11    | Швейцарія (SUI-1)       | Беат Гефті Алекс Бауманн Юрг Еггер Томас Лампартер                                   | 55,21     | 9       | 55,34     | 3       | 55,60     | 8       | 55,60     | 9       | 3:41,75 | +1,15       |
| 9     | 9     | Канада (CAN-2)          | Ліндон Раш Лассель Браун Девід Біссетт Невілл Райт                                   | 55,35     | 11      | 55,43     | 7       | 55,60     | 8       | 55,38     | 5       | 3:41,76 | +1,16       |
| 10    | 8     | Німеччина (GER-2)       | Франческо Фрідріх Янніс Беккер Грегор Бермбах Торстен Маргіс                         | 55,15     | 7       | 55,43     | 7       | 55,81     | 11      | 55,41     | 7       | 3:41,80 | +1,20       |
| 11    | 14    | Нідерланди (NED-1)      | Едвін ван Калкер Сібрен Янсма Брор ван дер Зійде Арно Классен                        | 55,55     | 13      | 55,57     | 15      | 55,82     | 12      | 55,75     | 12      | 3:42,69 | +2,09       |
| 12    | 13    | США (USA-2)             | Нік Каннінгем Даллас Робінсон Джонні Квінн Джастін Олсен                             | 55,61     | 14      | 55,48     | 12      | 55,97     | 17      | 55,64     | 11      | 3:42,70 | +2,10       |
| 13    | 5     | Канада (CAN-1)          | Крістофер Спрінг Джеймс Макнотон Тімоті Рендалл Браян Барнетт                        | 55,50     | 12      | 56,70     | 18      | 55,88     | 13      | 55,76     | 13      | 3:42,84 | +2,24       |
| 14    | 16    | Латвія (LAT-2)          | Оскарс Кіберманіс Хелвійс Лусіс Райвіс Брокс Вайріс Лейбомс                          | 55,68     | 15      | 55,52     | 13      | 55,97     | 17      | 55,81     | 16      | 3:42,98 | +2,38       |
| 15    | 15    | Росія (RUS-3)           | Микита Захаров Микола Хрєнков Петро Моїсеєв Максим Мокроусов                         | 55,74     | 16      | 55,53     | 14      | 55,88     | 13      | 55,91     | 19      | 3:43,06 | +2,46       |
| 16    | 19    | Чехія (CZE-1)           | Ян Врба Домінік Дворжак Домінік Сухий Міхал Вачек                                    | 55,95     | 20      | 55,47     | 9       | 55,95     | 16      | 55,80     | 15      | 3:43,17 | +2,57       |
| 17    | 22    | Франція (FRA-1)         | Луак Костерг Флоран Рібе Роман Гайнріх Еллі Лефор                                    | 55,82     | 18      | 55,68     | 17      | 55,91     | 15      | 55,77     | 14      | 3:43,18 | +2,58       |
| 18    | 17    | Італія (ITA-1)          | Сімоне Бертаццо Самуеле Романіні Сімоне Фонтана Франческо Коста                      | 55,78     | 17      | 55,73     | 19      | 56,06     | 19      | 55,88     | 17      | 3:43,45 | +2,85       |
| 19    | 18    | Велика Британія (GBR-2) | Ламін Дін Ендрю Метьюс Джон Бейнс Бен Сімонс                                         | 55,91     | 19      | 55,60     | 16      | 56,06     | 19      | 55,95     | 20      | 3:43,52 | +2,92       |
| 20    | 21    | Південна Корея (KOR-1)  | Вон Юн Чжон Юн Юнглін Сок Йончін Сео Юнгву                                           | 56,12     | 21      | 55,97     | 20      | 56,25     | 22      | 55,88     | 17      | 3:44,22 | +3,62       |
| 21    | 24    | Австрія (AUT-1)         | Бен'ямін Маєр Штефан Вітгальм Ангел Сомов Себастьян Гефлер                           | 56,25     | 23      | 56,11     | 21      | 56,27     | 23      | —         | —       | 2:48,63 |             |
| 22    | 23    | Австралія (AUS-1)       | Гіт Спенс Данкан Гарві Гарет Ніколс Лукас Мата                                       | 56,20     | 22      | 56,21     | 23      | 56,23     | 21      | —         | —       | 2:48,64 |             |
| 23    | 30    | Франція (FRA-2)         | Тібо Годефрой Венсан Рікар Жеремі Байяр Жеремі Бутерен                               | 56,37     | 25      | 56,27     | 24      | 56,35     | 24      | —         | —       | 2:48,99 |             |
| 24    | 25    | Румунія (ROU-1)         | Андреас Нягу Паул Мунтян Флорін Чезар Крачюн Денуц Молдован Богдан Лаурентіу Отава   | 56,25     | 23      | 56,16     | 22      | 56,62     | 27      | —         | —       | 2:49,03 |             |
| 25    | 28    | Словаччина (SVK-1)      | Мілан Ягнешак Лукаш Коженка Петр Наровець Юрай Мокраш                                | 56,56     | 27      | 56,37     | 25      | 56,51     | 26      | —         | —       | 2:49,44 |             |
| 26    | 20    | Японія (JPN-1)          | Хіросі Судзукі Сінтаро Сато Тосікі Куроіва Хісасі Міядзакі                           | 56,41     | 26      | 56,42     | 26      | 56,63     | 28      | —         | —       | 2:49,46 |             |
| DSQ   | 26    | Польща (POL-1)          | Давід Купчик Міхал Касперович Даніель Залевський Павел Мруз                          | 56,57     | 28      | 56,45     | 27      | 56,47     | 25      | —         | —       | 2:49,49 |             |
| 27    | 29    | Південна Корея (KOR-2)  | Кім Дон Хьон Кім Сік Кім Гьон Хьон О Дже Хан                                         | 56,98     | 30      | 56,77     | 29      | 56,89     | 29      | —         | —       | 2:50,64 |             |
| 28    | 27    | Бразилія (BRA-1)        | Едсон Бінділатті Едсон Мартінс Одірлей Пессоні Фабіо Гонсалвес Сілва                 | 56,86     | 29      | 56,74     | 28      | 57,11     | 30      | —         | —       | 2:50,71 |             |
| 29    | 10    | Канада (CAN-3)          | Джастін Кріппс Коді Соренсен** Джессі Ламсден Бен Коквелл** Люк Деметр Грем Рінгольм | 55,17     | 8       | 59,91*    | 30      | 55,72     | 10      | —         | —       | 2:50,80 |             |

*Екіпаж CAN-3 перекинувся у 2-й спробі. **У 3-му заїзді Коді Соренсен і Бен Коквелл були замінені на Люка Деметрі та Грема Рінхольма.